# かわくぼ香織
かわくぼ 香織（かわくぼ かおり、5月24日 - ）は、日本の漫画家。長崎県長崎市出身。A型。細野不二彦のアシスタント出身。

## 作品
- かっちぇる♪（マガジンGREAT、全6巻）
- がっくんチョ（マガジンイーノ、全2巻）

## 師匠
- 細野不二彦

| スタブアイコン | サブスタブ | この項目は、まだ閲覧者の調べものの参照としては役立たない、漫画家・漫画原作者に関連した書きかけの項目です。この項目を加筆・訂正などしてくださる協力者を求めています（P:漫画/PJ:漫画家）。 |